# Codex Argenteus

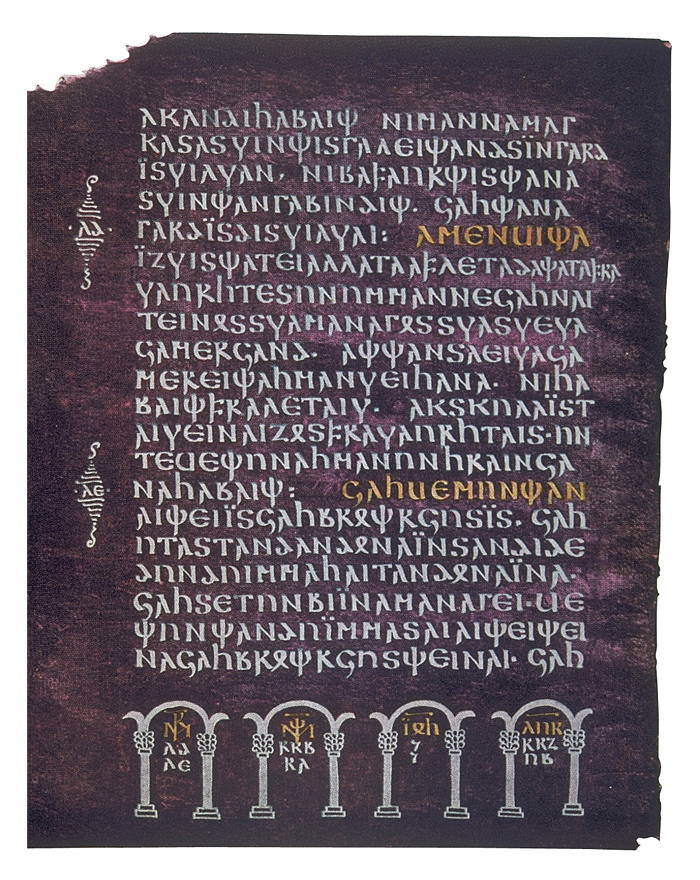
Pagina del codex

Il Codex Argenteus (in italiano: "codice argenteo") è un manoscritto contenente la traduzione del Nuovo Testamento in lingua gotica. È conservato nella Biblioteca Carolina Rediviva di Uppsala (Svezia). Realizzato probabilmente all'inizio del VI secolo, è una delle traduzioni del Nuovo Testamento più antiche in assoluto.

## Descrizione
La maggior parte del testo è scritto con inchiostro d'argento, da cui il nome di Bibbia d'argento (in svedese Silverbibelen), mentre gli incipit sono realizzati con l'inchiostro d'oro.
L'opera, presumibilmente scritta a Ravenna agli inizi del VI secolo durante il regno di Teodorico il Grande, fu ritrovata nel XVI secolo nel monastero benedettino di Essen (Germania). Dopo vari trasferimenti in diverse città europee, il manoscritto si trovò a Praga, nel palazzo dell'imperatore Rodolfo II. Nel 1648 la città fu saccheggiata dagli svedesi e il Codex fu portato a Stoccolma come bottino di guerra. Fu poi donato alla biblioteca dell'Università di Uppsala, dov'è tuttora conservato.
Il manoscritto conteneva in origine 336 fogli, ma solo 188 si sono conservati; questi contengono dei frammenti dei Vangeli secondo l'ordine occidentale: Matteo, Giovanni, Luca e Marco. Rimangono anche alcune delle lettere di Paolo e i capitoli 5-7 del Libro di Neemia. L'ultimo frammento del manoscritto è stato ritrovato negli anni settanta in un reliquiario nel duomo di Spira, in Germania, dov'è attualmente conservato.
Nel 2011 l'UNESCO ha inserito il Codex Argenteus nel Registro della Memoria del mondo.
Il testo è scritto facendo uso dell'alfabeto gotico, ideato da Wulfila.

## Estratto del testo
Di seguito la preghiera del Padre nostro così come compare nel manoscritto:
atta unsar þu ïn himina
weihnai namo þein
qimai þiudi nassus þeins
wairþai wilja þeins
swe ïn himina jah ana airþai
hlaif unsarana þana sin teinan gif uns himma daga
jah aflet uns þatei skulans sijai ma
swaswe jah weis afletam þai skulam unsaraim
jah ni brig gais uns ïn fraistubnjai
ak lau sei uns af þamma ubilin
unte þeina ïst þiudangardi
jah mahs jah wulþus ïn aiwins
amen